# Jann Schmid
Jann Schmid (Davos, 31 juli 1981) is een golfprofessional uit Zwitserland.

## Amateur

### Gewonnen
- 2004: Ticino Amateur Kampioenschap Ascona

### Teams
- Europees Landen Team Kampioenschap (ELTK): 2003
- Sherry Cup

## Professional
Schmid werd in oktober 2004 professional en speelt nu op de Alps Tour en de Zwitserse PGA Tour (SPGT). Zijn coach is Paul Dougan.

## Gewonnen

#### Nationaal
- 2005: Championnat Suisse Romande Lausanne, Championnat Matchplay op Limpachtal
- 2006: SPGT in Leuk en Bonmont
- 2009: Championnat Matchplay, SGPT Luzern en Bonmont